# Heinrich Friedjung
Heinrich Friedjung (ur. 18 stycznia 1851 w Roštínie, zm. 14 lipca 1920 w Wiedniu) – austriacki historyk i publicysta pochodzenia żydowskiego, pangermanista.

## Życiorys
Urodził się na terenie dzisiejszych Czech w rodzinie pochodzenia żydowskiego. Studiował historię w Pradze, Berlinie i Wiedniu, a jego nauczycielami byli m.in. Theodor Mommsen (1817–1903), Leopold von Ranke (1795–1886) i Theodor Gomperz (1832–1912). W latach 1871–1875 studiował także w Institut für Österreichische Geschichtsforschung. W latach 1873–1879 pracował jako wykładowca na wiedeńskiej Handelsakademie.
Wyrażał żywe zainteresowanie ideami pangermanizmu. Opowiadał się za zacieśnianiem związków gospodarczych Austro-Węgier i Cesarstwa Niemieckiego. W kwestiach ustrojowych był zwolennikiem liberalnych i scentralizowanych rządów (głoszenie takich poglądów ustrojowych doprowadziło do jego usunięcia z Handelsakademie). Był natomiast przeciwnikiem nacjonalistycznych ruchów węgierskich i słowiańskich.
Po usunięciu z uczelni poświęcił się pracy publicystycznej, ściśle współpracując z Georgiem von Schönererem (ich drogi rozeszły się w związku z antysemityzmem von Schönerera). W 1880 roku przygotował program założycielski Niemieckiej Partii Ludowej, w którym postulował m.in. ustanowienie języka niemieckiego jedynym językiem urzędowym. Wraz z von Schönererem, Victorem Adlerem (1852–1918) i Engelbertem Pernerstorferem (1850–1918) opracował tzw. program z Linzu (Linzer Programm). Od 1883 roku wydawał „Die Deutsche Wochenschrift”, a w latach 1886–1887 był redaktorem naczelnym „Die Deutsche Zeitung”. W latach 1891–1897 zasiadał w radzie gminnej Wiednia.
Kontynuował także karierę historyka. Za jego najważniejszą publikację naukową uważa się Der Kampf um die Vorherrschaft in Deutschland 1859 bis 1866, po raz pierwszy wydaną w latach 1897–1898, i traktującą o pojednaniu Austrii i Niemiec w ramach ścisłego sojuszu między dwoma sąsiednimi dużymi państwami.
W trakcie kryzysu bośniackiego (1909) Friedjung opublikował artykuł napisany na podstawie dokumentów dostarczonych mu przez austro-węgierski MSZ. Posądził w nim polityków Koalicji Chorwacko-Serbskiej o dopuszczanie się zdrady stanu. Oskarżeni politycy południowosłowiańscy wytoczyli sprawę sądową przeciwko Friedjungowi i dowiedli swojej niewinności. Ustalono również, że dokumenty stanowiące podstawę oskarżeń były sfabrykowane. Mimo że Friedjung opublikował artykuł w dobrej wierze, będąc nieświadomym fałszerstwa, jego reputacja uległa nadszarpnięciu.

## Publikacje
Publikacje podane za Österreichisches Biographisches Lexikon:
- 1876 – Kaiser Karl IV. und sein Anteil am geistigen Leben seiner Zeit
- 1877 – Der Ausgleich mit Ungarn
- 1897–1898 – Der Kampf um die Vorherrschaft in Deutschland 1859–1866
- 1901 – Benedeks nachgelassene Papiere
- 1907 – Österreich von 1848–60, tom 1
- 1907 – Der Krimkrieg und die österreichische Politik
- 1912 – Österreich von 1848–60, tom 2, część 1
- 1919–1922 – Zeitalter des Imperialismus

## Członkostwa, wyróżnienia i nagrody
- 1900 – członek Verband Deutscher Historiker[3]
- 1904 – doktorat honoris causa wydziału prawa Uniwersytetu w Heidelbergu[3]
- 1909 – członek korespondencyjny Austriackiej Akademii Nauk (od 1918 roku członek rzeczywisty)[3]
- 1916 – członek korespondencyjny Bawarskiej Akademii Nauk[4]